# Afrodrosicha nimbae
Afrodrosicha nimbae är en insektsart som beskrevs av Albert Vayssière 1968. Afrodrosicha nimbae ingår i släktet Afrodrosicha och familjen pärlsköldlöss.
Artens utbredningsområde är Guinea. Inga underarter finns listade i Catalogue of Life.